# Casale 1909
L'A.S.D. Casale 1909, meglio noto come Casale, è una società calcistica italiana con sede nella città di Casale Monferrato. Milita in Promozione, la sesta divisione del campionato italiano.
Costituita nel 2023 come A.S.D. Città di Casale, è l'erede de facto della tradizione sportiva iniziata nel 1909 con la fondazione del Casale Foot Ball Club.
Il Casale annovera nel proprio palmarès lo scudetto 1913-1914, risultando pertanto una delle tre squadre espressione di una città non capoluogo di provincia ad aver vinto un campionato italiano (le altre due sono la Novese, sempre della provincia di Alessandria, e la Pro Vercelli, la cui città di provenienza fece parte della provincia di Novara dal 1859 al 1927). È inoltre una delle quattro squadre (insieme a Novara, Pro Vercelli e Alessandria) componenti il cosiddetto quadrilatero piemontese, protagonista del massimo livello calcistico italiano nei primi due decenni del XX secolo.

## Storia

### Dalla fondazione al 1913
Nell'ottobre del 1909 il professor Raffaele Jaffe, docente presso l'Istituto Tecnico Leardi di Casale Monferrato, venne convinto da alcuni suoi studenti ad accompagnarli a Caresana per assistere ad una partita di calcio. Entusiasta dell'esperienza, propose agli studenti (segnatamente ai fratelli Cavasonza, Gallina e Varese) di fondare un proprio club.
Dopo alcune partite preparatorie, il Casale Foot Ball Club venne effettivamente fondato il 17 dicembre successivo, in un'assemblea celebrata presso l'aula 1 dell'Istituto Tecnico Leardi, con l'obiettivo dichiarato di contrapporsi alla Pro Vercelli, che in quegli anni era il club dominante del calcio italiano.
La scelta del colore delle maglie ricadde sul nero, sempre in contrasto con la Pro Vercelli (che vestiva le bianche casacche); il giocatore e socio fondatore Luigi Cavasonza provvide inoltre a ritagliare da un quaderno delle stelle a cinque punte di carta, applicandole rudimentalmente sul petto delle prime divise. Tale simbolo fu scelto in quanto ritenuto propiziatorio alla volontà di raggiungere il vertice del calcio nazionale.
In quel periodo il nord-ovest italiano era il centro del nascente movimento calcistico nazionale: il Genoa, la Pro Vercelli e le squadre di Milano e Torino erano all'epoca le formazioni più competitive. A questo gruppo riuscì presto ad aggiungersi il Casale, che venne ammesso alla Prima Categoria (all'epoca massima divisione) nel 1911.
In precedenza il Casale aveva già militato per due stagioni nei campionati minori: nel biennio 1909-1910 si iscrisse al campionato piemontese di Terza Categoria, vincendolo ed aggiudicandosi poi - nel mese di ottobre - la Coppa d'Argento, battendo in quel di Caresana la US Milanese e la Lambro. A seguito di tale successo, la dirigenza chiese l'ammissione alla Prima Categoria, ma la FIGC la rigettò. Il Casale si iscrisse quindi alla Seconda Categoria, all'epoca anche adottato come campionato delle squadre di riserva dei club più blasonati. Nella stagione 1910-1911 i nerostellati si classificarono al secondo posto nel girone piemontese, mancando di poco la qualificazione al girone finale. Dopo aver perso di misura contro l'Inter (0-1), nel mese di marzo il professor Jaffe, frattanto diventato dirigente federale, chiese all'assemblea della FIGC l'ammissione del Casale al massimo campionato. Il Consiglio Federale si riservò di valutare la richiesta in occasione di un doppio test-match programmato contro la Libertas di Milano: i casalesi pareggiarono 1-1 in casa il 24 settembre e vinsero per 1-0 a Milano il 27 settembre, ottenendo quindi il benestare per l'iscrizione alla Prima Categoria.
La stagione di esordio nel campionato nazionale fu difficile e la squadra nelle prime giornate perse varie partite: tuttavia nella seconda parte del torneo il rendimento migliorò e il Casale concluse il girone nord-occidentale a dieci squadre al sesto posto. L'anno successivo il club nerostellato entrò a pieno titolo tra le squadre più forti della penisola, chiudendo il girone piemontese al secondo posto dietro soltanto alla Pro Vercelli (dopo una lotta accanita con Torino e Piemonte FC), ottenendo la prima qualificazione al girone di finale dell'Italia settentrionale; qui il Casale trovò, oltre alla Pro Vercelli, anche Milan, Genoa e le venete Vicenza e Verona. I casalesi chiusero al quarto posto finale, dietro alla Pro Vercelli campione, Genoa e Milan.
Il 14 maggio 1913 il Casale divenne la prima squadra italiana a sconfiggere una squadra professionistica inglese, battendo il Reading col punteggio di 2-1. Il valore di tale vittoria fu evidenziato dal fatto che i Royals, impegnati in un tour italiano, vinsero tutte le altre amichevoli, sconfiggendo il Genoa, il Milan, la Pro Vercelli e la Nazionale di calcio italiana.

### Lo scudetto del 1914

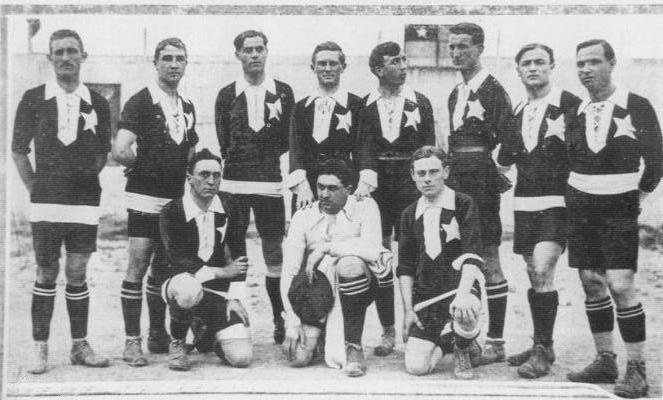
Il Casale campione d'Italia nella stagione 1913-1914

I nerostellati si presentarono al via della stagione 1913-1914 con una squadra competitiva e ben rafforzata.
Il Casale superò il girone ligure-piemontese, qualificandosi insieme al Genoa al girone finale dell'Italia Settentrionale (ed eliminando per un solo punto la Pro Vercelli, che così perse il titolo dopo tre successi di fila e sei finali consecutive).
Nel girone finale dell'Italia Settentrionale il Casale si trovò nuovamente di fronte il Genoa, nonché Internazionale e Juventus, che avevano a loro volta eliminato il Milan. Tuttavia nel girone a sei i nerostellati riuscirono a superare nell'ordine Genoa, Inter, Juventus, Vicenza e Hellas Verona, qualificandosi alla finalissima nazionale contro la Lazio, vincitrice del campionato dell'Italia Centromeridionale. Contro la squadra laziale i piemontesi si imposero per 7-1 all'andata e per 2-0 al ritorno, vincendo così il loro primo e unico scudetto. Casale Monferrato divenne così (insieme a Novi Ligure, ove la Novese nel 1922 vinse il torneo della FIGC, il quale era però disertato da molte squadre importanti) la più piccola città d'Italia in termini di popolazione ad esprimere una squadra capace di vincere il campionato nazionale di calcio.

### In massima serie: dalla Grande Guerra al 1934
Dopo lo storico scudetto, il Casale non riuscì a ripetersi. Nella stagione 1914-1915 riuscì a qualificarsi alle semifinali tramite il girone di qualificazione, ma fu eliminato nel girone di semifinale dal Genoa, alla fine campione. Gli scontri diretti tra genoani e nerostellati terminarono in parità, ma al Casale risultò fatale una sconfitta inflittale dalla Juventus, che permise al Genoa di chiudere in testa il girone con soli due punti di vantaggio sul Casale. Il campionato non fu però portato a termine per via dell'entrata in guerra dell'Italia e fu solo nel 1919 che la FIGC decise di assegnare il titolo di Campione d'Italia al Genoa.
Nel 1915-1916, al posto del campionato, fu indetta la Coppa Federale e il Casale riuscì a vincere il proprio girone eliminatorio, ma si ritirò dalle finali dopo aver perso alla prima giornata contro la Juventus. Da allora a fino al 1919 l'attività fu sospesa per cause belliche, riprendendo solo nel 1919-1920. Il Casale non era più l'ottima squadra del 1914 e, se nel 1919-1920 riuscì a qualificarsi ai gironi di semifinale, nei quali tuttavia non brillò chiudendo solo quarto, nel 1920-1921 non riuscì nemmeno a passare le eliminatorie regionali: essendosi classificato al terzo posto nel girone B della Prima Categoria Piemontese, fu costretto agli spareggi per l'ammissione alle semifinali contro l'U.S. Torinese, ma dopo un primo pareggio ad oltranza dopo 145°, perse a Vercelli la ripetizione, venendo così precocemente eliminata.

Un giovane Umberto Caligaris in maglia nerostellata

Il 24 luglio 1921, essendo stato respinto il Progetto Pozzo, piano di riforma dei campionati che prevedeva la riduzione delle squadre partecipanti al massimo torneo nell'Italia settentrionale a 24 società contro le 64 partecipanti nel 1920-1921, il Casale secessionò insieme alle altre 23 maggiori società, aderendo alla C.C.I.. Nel 1921-1922, dunque, il Casale non disputò il campionato federale, ma quello CCI. La stagione terminò con un discreto sesto posto nel girone B della Prima Divisione C.C.I.. Dopo la ricomposizione dello scisma, con il Compromesso Colombo, si stabilì che il campionato di Prima Divisione 1922-1923 sarebbe stato a 36 squadre (suddivise in tre gironi), da ridursi però a 24 tramite la retrocessione di quattro squadre per girone. Il Casale riuscì a salvarsi, con un sesto posto nel girone A. Nei campionati successivi, pur salvandosi, non riuscì mai a lottare per la vittoria del campionato, raggiungendo al massimo il terzo posto nel girone A nella stagione 1924-1925.
Nel 1926, con la promulgazione della Carta di Viareggio, il Casale fu ammesso alla Divisione Nazionale, il nuovo campionato di massima serie finalmente unificante Nord e Sud nello stesso campionato (anche se per l'arretratezza del calcio meridionale le rappresentanti del sud furono solo 3 contro le 17 del nord). Al suo primo anno in Divisione Nazionale il Casale disputò un buon torneo, sfiorando, con un 4º posto nel girone A, addirittura la qualificazione al girone finale a 6 squadre per l'assegnazione dello scudetto. Nella stagione successiva i nerostellati migliorarono il loro rendimento, riuscendo a qualificarsi al girone finale a otto squadre: nelle Finali ebbero però il poco gratificante ruolo di fanalino di coda del girone, chiudendo all'8º e ultimo posto, mentre lo scudetto venne vinto dal Torino capolista.
Nell'estate 1928, nel frattempo, la FIGC, condotta dal gerarca fascista Arpinati, decise di rendere finalmente il campionato di massima serie a girone unico, scindendo la Divisione Nazionale in una Divisione Nazionale Serie A e in una Divisione Nazionale Serie B; per raggiungere questo obbiettivo, il Direttorio Federale ripescò d'ufficio numerose società di Prima Divisione in Divisione Nazionale, allargando la massima serie per la stagione 1928-1929 ad addirittura 32 società; stabilì poi che il campionato di Divisione Nazionale 1928-1929 sarebbe stato di qualificazione: le migliori otto classificate dei due gironi avrebbero partecipato al nuovo campionato di massima serie a girone unico (Divisione Nazionale Serie A a 16 squadre), quelle tra la nona e la quattordicesima posizione avrebbero formato il campionato di Divisione Nazionale Serie B, sempre a girone unico, mentre le ultime due di ogni girone sarebbero retrocesse nel nuovo campionato di terza serie, la Prima Divisione. Il Casale, tuttavia, non riuscì a qualificarsi alla Serie A, chiudendo il girone A soltanto al 10º posto, e poco valse l'allargamento della Serie A a diciotto squadre, dato che non aveva concluso il torneo al nono posto.
La permanenza in Serie B durò tuttavia soltanto una stagione: vincendo il torneo cadetto 1929-30, ritornò in Serie A, dopo appena una stagione di astinenza. Il primo campionato di A a girone unico disputato dai nerostellati fu negativo, con un pessimo 16º posto e il ritorno tra i cadetti evitato per un soffio. Dopo una stagione discreta (12º posto in Serie A), il Casale evitò ancora una volta la retrocessione in B nella stagione 1932-1933, nella quale si salvò per poco con un altro pessimo 16º posto. La retrocessione fu però solo rimandata di un anno: al termine del torneo 1933-1934, con un 18º e ultimo posto, fu retrocesso in Serie B. Da allora, i casalesi non riuscirono più a tornare in A.

### Sali e scendi: dal 1934 al 1943
Una volta ritornati tra i cadetti, i nerostellati non riuscirono più a ritornare in A ed anzi conobbero un declino preoccupante. Nella stagione 1934-1935, con un disastroso 12º posto nel girone A di Serie B, precipitarono addirittura in Serie C e nella stagione successiva arrivò addirittura la retrocessione in Prima Divisione Piemontese. Fortunatamente per il Casale, una volta raggiunto il fondo, la squadra ricominciò a risalire: con un secondo posto nel campionato piemontese di Prima Divisione 1936-1937 ritornò in Serie C dopo appena una stagione e nella stagione successiva, risalì immediatamente addirittura in B, grazie alla vittoria del girone C della Serie C. La permanenza tra i cadetti durò ancora una volta solo una stagione: con un 18º posto in Serie B, ritornò di nuovo in Serie C.
Nei campionati successivi il Casale non riuscì a trovare più lo slancio giusto per vincere il girone di C e tornare in B: il risultato migliore in questo periodo fu il 3º posto raggiunto nel girone D della Serie C (1939-1940), mentre il peggiore fu il 7º posto nel girone D della Serie C (1941-1942). Dopo il 4º posto nel girone E della Serie C nella stagione 1942-1943, la guerra impose la sospensione dei campionati a partire dalla stagione 1943-44.

### Dal ritorno in B alla retrocessione in IV Serie: dal 1944 al 1952
Nella stagione 1943-44 non fu possibile disputare un regolare campionato di calcio per via delle invasioni tedesca e anglo-americana della Penisola, per cui la FIGC indisse in luogo del regolare campionato un campionato di guerra nell'Alta Italia. Il Casale fu ammesso a questo campionato insieme a numerose squadre di A, B e C, ma fu eliminata nell'eliminatoria zonale piemontese con un poco esaltante 8º posto. Per cause belliche, non fu possibile organizzare nel 1944-1945 un campionato di guerra come quello del 1943-1944 vinto dai Vigili del Fuoco della Spezia, per cui per quella stagione il Casale fu inattivo per cause belliche.
Nel 1945, a guerra conclusa, il Casale, in quanto una delle migliori società di C, fu ammessa a partecipare al campionato Misto B-C Alta Italia 1945-1946, in cui si classificò al 6º posto nel girone A. A fine stagione, avendo deciso la FIGC di rendere il campionato di Serie B un campionato a tre gironi, fu ammesso ufficialmente in Serie B (nel 1945-1946 vi aveva partecipato come società di Serie C). La permanenza tra i cadetti durò tuttavia ancora una volta una sola stagione: con un disastroso 22º posto nel girone A di Serie B, i nerostellati ritornarono immediatamente in C.
Come se non bastasse, per la successiva stagione 1947-1948 si presentava un inghippo preoccupante: la FIGC aveva deciso di rendere la Serie C un campionato a 3 gironi a partire dalla stagione 1948-1949 e, dato che la Serie C 1947-1948 era composta da addirittura 18 gironi, questo significava che per essere ammessi alla nuova Serie C si era obbligati a vincere il girone, mentre tutte le rimanenti società sarebbero state retrocesse nella categorie inferiore. Il Casale, comunque, riuscì a vincere il girone B della Serie C della Lega Nord, venendo quindi ammesso alla Serie C Nazionale e scansando la retrocessione in Promozione interregionale. Nei tre successivi campionati di Serie C ottenne piazzamenti dal 5º all'8º posto, salvandosi tranquillamente. Ancora una volta una riforma della FIGC minacciò fortemente la permanenza in C del Casale: infatti nel 1951 la Federcalcio stabilì che, dalla stagione 1952-1953, la Serie C, all'epoca a quattro gironi, si sarebbe trasformata addirittura in un campionato a girone unico, a cui sarebbero state ammesse solo le migliori tre classificate di ognuno dei quattro gironi della Serie C 1951-52, più le due migliori quarte. Il Casale ottenne quindi nella stagione 1951-1952 un ulteriore 8º posto nel girone A della Serie C, ma, dato che per essere ammesso alla Serie C a girone unico bisognava arrivare almeno quarti, ciò non bastò per evitare la retrocessione in IV Serie.

### Tra C e D: dal 1952 al 1973
Una volta precipitato in IV Serie, il Casale non riuscì a trovare lo slancio giusto per cogliere la promozione nella Serie C a girone unico: in questo periodo il miglior piazzamento fu il 4º posto nel girone A della IV Serie (1956-1957), mentre il peggiore fu costituito dal 12º nel girone A della IV Serie (1954-1955). Il Casale non fu, quindi, mai in lotta per la promozione: per essere promossi in Serie C, all'epoca, infatti, non era sufficiente vincere il girone, ma bisognava guadagnarsi la promozione sconfiggendo le vincenti degli altri gironi nei due gironi di semifinale, le cui vincenti si sarebbero contese il titolo di IV Serie.
La situazione cambiò nel 1957, allorché la FIGC decise di abolire il girone unico nella Serie C, trasformando il campionato di terza serie in un torneo a tre gironi. Quindi, con una quarantina di posti liberi in palio per la nuova Serie C, il Casale, nella stagione 1957-1958, classificandosi al 2º posto nel girone A dell'Eccellenza della IV Serie, riuscì finalmente a ritornare in C. Una volta ritornato in C, il Casale, tuttavia, inserito nel girone A, non riuscì mai ad essere competitivo, con piazzamenti tra il 10º (1960-61) e il 14º posto (1958-1959): nel 1962-1963, anzi, arrivò la retrocessione in Serie D, a causa del 17º posto nel girone A.
Ritornato di nuovo in D, il Casale non riuscì a rendersi competitivo per un'immediata risalita in C: se nei primi tre campionati di D ottenne piazzamenti tra il 5º e l'8º posto, nei tre campionati successivi il suo rendimento andò ulteriormente peggiorando, culminando addirittura nel 16º posto nel Girone A nella stagione 1968-1969, che avrebbe comportato la retrocessione in Promozione; fortunatamente per i nerostellati, il Casale fu riammesso in D alla compilazione dei nuovi organici. Nella stagione 1969-1970, caratterizzata da un 10º posto nel girone A della Serie D, la società nerostellata ricevette dalla F.I.G.C. la Stella d'oro al Merito Sportivo. I campionati successivi furono mediocri, con la società a metà classifica e mai in lotta per la promozione in C. Nel 1973, tuttavia, arrivò la fusione con la U.S. Junior di Casale Monferrato (appena promossa in Serie D), che comportò il cambiamento della denominazione in Associazione Calcio Juniorcasale.

### Dalla Juniorcasale al fallimento: dal 1973 al 1993

Una formazione della neonata Juniorcasale, vincitrice del campionato di Serie D 1973-1974

Nel 1973 il Casale si fuse con la Junior, seconda squadra di Casale Monferrato, e prese il nome di Juniorcasale. Sotto questa denominazione, poi mantenuta fino alla stagione 1979-1980, la squadra si rinforzò molto e già al termine del campionato 1973-1974 riuscì a vincere il girone A della Serie D, ritornando in Serie C dopo un decennio di astinenza. Nei successivi campionati di terzo livello i nerostellati andarono pian piano migliorando: dal sofferto 14º posto nella stagione 1974-1975 si passò all'8º posto raggiunto nella stagione successiva, ulteriormente migliorato nella stagione 1976-1977 con un 5º posto. Nella stagione 1977-1978 la Juniorcasale addirittura sfiorò il ritorno in B dopo un trentennio, con un 2º posto nel girone A della Serie C alle spalle dell'Udinese. A partire dal 1978 la Serie C si scisse in Serie C1 e C2, e i piemontesi furono ammessi in C1.
Il bruciante secondo posto nella stagione 1977-78 costituì però il canto del cigno per questo ciclo nerostellato. Dopo avere sognato il ritorno tra i cadetti, infatti, i casalesi dovettero ridimensionare pian piano le proprie ambizioni: se nella stagione 1978-1979 arrivò comunque il 7º posto nel girone A della Serie C1, già l'anno successivo fu sfiorata la retrocessione in Serie C2, con un deludente 14º posto nel girone A della Serie C1. Retrocessione che fu rinviata solo di un anno: con un disastroso 15º posto nel girone A della Serie C1, i nerostellati retrocedettero in Serie C2. Dopo un mediocre 12º posto nel girone A della Serie C2 (1981-1982), il Casale sembrò in grado di lottare per la promozione in Serie C1 nella stagione 1982-1983, ma alla fine arrivò solo un 4º posto nel girone A della Serie C2. Già nella stagione successiva, anzi, la tendenza al declino riprese inesorabilmente, con il disastroso 17º posto nel girone A della Serie C2 e la conseguente retrocessione nel campionato Interregionale.

La rosa nerostellata vittoriosa nel campionato Interregionale 1985-1986

La permanenza tra i dilettanti, tuttavia, durò sole due stagioni: dopo un terzo posto nel girone A nella stagione 1984-85, nella stagione successiva, vincendo il girone A dell'Interregionale, fecero rapido ritorno in Serie C2. Dopo due stagioni altalenanti, nella stagione 1988-89 arrivò addirittura la promozione in Serie C1, grazie alla vittoria del girone A della Serie C2.
Nei due campionati successivi il Casale riuscì a salvarsi, mentre al termine della stagione 1991-1992 ritornò in Serie C2 dopo aver perso 0-1 lo spareggio salvezza del 7 giugno 1992 a Piacenza contro la Pro Sesto. Dopo un ottavo posto nel campionato 1992-1993, nell'estate del 1993 il Casale rinunciò alla Serie C2 per problemi economici e venne conseguentemente radiata dalla F.I.G.C. per inadempienze finanziarie. La vecchia società (matricola 60667) fallì. I piemontesi volevano ripartire dal Campionato Nazionale Dilettanti, ma la mancanza di posti nel massimo campionato dilettantistico li costrinse ad accettare l'Eccellenza piemontese.

### Dalla rifondazione del 1993 in poi
Il Casale, costretto a ripartire dall'Eccellenza piemontese, disputò due stagioni di scarso livello nelle quali non fu mai in lotta per la promozione. Essa arrivò comunque al termine della terza stagione, nel biennio 1995-1996, grazie al 2º posto nel girone A del campionato, che ammise i nerostellati agli spareggi: al primo turno venne superato l'Oleggio (coi risultati di 1-0 esterno e 0-0 in casa) e al secondo turno l'Imperia (1-0 in casa e 0-0 esterno). Promosso nel C.N.D., il Casale sfiorò già nella stagione successiva il ritorno in Serie C2, piazzandosi al 2º posto nel girone B del massimo campionato dilettantistico.
Nei sei campionati successivi la squadra non fu in grado di lottare per la promozione in C2, attestandosi circa a metà classifica: il punto più basso fu raggiunto nelle stagioni 1997-1998, 1998-1999 e 2001-2002 (un dodicesimo posto e due undicesimi posti, con nell'ultima stagione l'avvicendamento tra gli allenatori Stefano Lovisolo ed Agostino Alzani, con questo ultimo che prese la squadra in terz'ultima posizione per lasciarla in penultima nuovamente dopo altre sei giornate), mentre il piazzamento più elevato fu costituito dal quinto posto raggiunto nella stagione 2002-2003. In compenso, nella stagione 1998-1999 il Casale si aggiudicò la Coppa Italia Dilettanti.
Il ritorno tra i professionisti giunse infine con la stagione 2003-2004, grazie alla vittoria del girone A della Serie D. La militanza in Serie C2 ebbe però breve durata: dopo una prima stagione conclusa con la salvezza ai play-out (vinti contro la Biellese), nell'annata 2005-2006 il Casale chiuse al 18º e ultimo posto nel girone A, retrocedendo in Serie D.
Nella stagione 2006-2007 i nerostellati, dopo aver rischiato l'esclusione dalla Serie D per problemi burocratici, chiusero al terzo posto nel proprio girone, venendo quindi ammessi ai play-off, ove poi vinsero la finale contro i campani del Sibilla El Brazil Cuma per 4-3 dopo i calci di rigore. Non essendo tali play-off validi per la promozione diretta e non essendosi reso necessario alcun ripescaggio in Serie C2, il Casale rimase in Serie D e ricevette solo un premio in denaro dalla FIGC. Meno fortunata fu la stagione 2007-2008, ove il Casale si salvò ai play-out contro la Sanremese (vincendo per 3-1 l'andata in trasferta e pareggiando 2-2 il ritorno in casa). Più redditizi furono i campionati 2008-2009 e 2009-2010, ove i nerostellati furono in grado di esprimere un buon gioco e realizzare varie buone prestazioni, piazzandosi in entrambi i casi al terzo posto nel proprio girone e qualificandosi in ambedue i casi per i play-off: nel 2009 persero la finale contro lo Spezia (poi ripescato tra i professionisti a seguito della rinuncia della Biellese), mentre nel 2010 riuscirono a prevalere sulla Virtus Entella.
Al termine della stagione 2009-2010 giunse infine il ripescaggio in Lega Pro Seconda Divisione (nuovo nome della vecchia Serie C2) sia per il Casale che per la formazione di Chiavari. Dopo un inizio critico, caratterizzato da scarsi risultati, i nerostellati disputarono un buon girone di ritorno, salvandosi e classificandosi al 10º posto finale. Nella stagione seguente il Casale si qualificò ai play-off promozione, perdendo la finale contro la Virtus Entella (vittoriosa per 3-2 all'andata e capace di pareggiare al ritorno per 2-2 con un goal segnato al 96' dal portiere ligure Paroni).
La suddetta mancata promozione in Lega Pro Prima Divisione (che impedì di incassare i relativi benefit in denaro), unita alla gestione societaria troppo dispendiosa, portò infine all'esclusione del Casale dal campionato di terza serie 2012-2013, decretata in data 13 luglio 2012. Il 16 luglio la società presentò ricorso, che venne poi accolto il 19 luglio, contestualmente all'acquisizione del controllo del club da parte della cordata capeggiata dall'ex presidente di Torino e Nuorese Roberto Goveani, che insediò alla presidenza il figlio Umberto.
Il Casale si presentò al via della stagione con una penalizzazione di 5 punti e non poté evitare il 17º posto finale nel proprio girone, con susseguente retrocessione in Serie D. Nell'estate 2013 le problematiche ed irregolarità amministrative dell'anno precedente si ripresentarono ancor più aggravate, sfociando infine del provvedimento irrogato il 31 luglio dalla L.N.D., che radiò i nerostellati dal campionato.
Il 14 agosto 2013, in ottemperanza alla delibera del consiglio FIGC e del presidente federale Giancarlo Abete (emesse su richiesta del sindaco di Casale Monferrato Giorgio Demezzi), il Comitato Regionale Piemonte-Valle d'Aosta della FIGC accettò la neocostituita Football Club Casale Associazione Sportiva Dilettantistica quale legittima depositaria della tradizione sportiva nerostellata, ratificandone l'iscrizione al campionato di Promozione piemontese (costituente il livello calcistico più basso a cui la formazione casalese avesse mai preso parte). L'A.S. Casale Calcio s.r.l. (ormai separata dalla tradizione sportiva) sopravvisse invece fino al 10 maggio 2016, allorché il Tribunale Civile di Vercelli ne dichiarò il fallimento, con susseguente revoca dall'affiliazione alla Federazione.
Il "nuovo Casale" chiuse la stagione d'esordio al 2º posto nel girone B della Promozione Piemonte-Valle d'Aosta, perdendo successivamente la finale play-off contro il Corneliano; il club venne successivamente ammesso tramite ripescaggio all'Eccellenza per la stagione 2014-2015, ove terminò al secondo posto nel girone B, per poi perdere i play-off promozione per la Serie D contro il Castellazzo Bormida.
Nella stagione 2015-2016 i nerostellati riuscirono infine a vincere il girone B dell'Eccellenza Piemonte-Valle d'Aosta, assicurandosi la promozione in Serie D: inserito nel girone A per l'annata 2016-2017, il Casale si attesta a metà classifica, garantendosi con margine la permanenza nella categoria.
Classificatosi al 16º posto per la stagione 2017-2018, al Casale toccò lo spareggio-play-out con la 17ª del girone, la Varesina. Dopo 90' a reti inviolate si passò ai supplementari, al termine dei quali, in virtù del punteggio di 1-1 e del regolamento che premia la squadra ospitante (la meglio piazzata della regular season), il Casale si garantì sul campo la permanenza in serie D.
Nel 2023, al termine di una stagione che vide la squadra retrocedere in Eccellenza, la società andò incontro ad un nuovo fallimento. Dalla fusione di tre club, ASD Junior Calcio Pontestura, Stay O Party e Turricola Terruggia, nacque l'ASD Citta di Casale, con l'intento di continuare la tradizione della storica società fondata nel 1909, riprendendone colori sociali, simbolo (stella bianca a cinque punte su campo nero) e anno di fondazione nel proprio logo, senza tuttavia essere stata riconosciuta dalla FIGC.

## Colori e simboli

### Colori

La Juniorcasale della stagione 1978-1979 con divisa sbarrata e bordini rossoblù

Fin dalla fondazione, il Casale adotta quale colore sociale il nero, scelto in quanto esattamente opposto al bianco delle casacche della Pro Vercelli (club dominante nel calcio italiano dei primi del '900, cui i casalesi intendevano contrapporsi).
Dal 1973 al 1979 la Juniorcasale indossò la maglia nerostellata con bordini rossoblù; questi ultimi erano i colori della Junior, la società concittadina con la quale il Casale si era fuso.
Tradizionalmente la divisa casalinga è costituita da un completo in tinta unita nera, con piccoli dettagli e finiture bianche, mentre per le gare in trasferta si adotta una casacca a colori invertiti, col bianco dominante sul nero.
Le maglie in uso nella stagione 2016-2017, realizzate dallo sponsor tecnico Joma, rispettano questa convenzione: la prima divisa è infatti costituita da un completo (maglia, pantaloncini e calzettoni) nero con numerazione e scritte in bianco. La seconda divisa presenta lo stesso stile, ma colori invertiti. La stella, simbolo sociale, è apposta sul cuore (in bianco sulla prima maglia, in nero sulla seconda) e sormonta la scritta FBC CASALE, a caratteri stampatelli in tinta uniforme.

### Simboli ufficiali

#### Stemma
Storicamente lo stemma ufficiale della società ha rivestito un'importanza relativa, non essendo prevista la sua applicazione sulle casacche da gioco: l'unico simbolo cucito su di esse è infatti in genere la stella bianca a cinque punte (che può declinarsi in colore nero sulle maglie esterne), ideata nel 1909 dal calciatore e socio fondatore Luigi Cavasonza quale emblema propiziatorio per le fortune del sodalizio casalese.
La società si è tuttavia dotata nel corso della propria esistenza di vari altri emblemi istituzionali, nei quali ricorrono oltre al simbolo della stella altri elementi evocanti la storia e i successi del club (segnatamente lo scudetto del 1913-1914, la Stella d'oro al Merito Sportivo concessa nel 1969-1970 e la Coppa Italia Dilettanti del 1998-1999). Tra i simboli più longevi ed utilizzati (nelle sue varianti) vi è lo scudo partito bianco e nero, con una fascia nera a mezza altezza contenente la ragione sociale (scritta a lettere bianche) e recante nell'angolo in alto a destra la già citata stella bianca, in alto a sinistra lo scudetto tricolore connotante le squadre campioni d'Italia, in basso a sinistra la Stella d'oro al merito sportivo del CONI e in basso a destra la coccarda tricolore della Coppa Italia Dilettanti (aggiunta a partire dal 1999).
L'emblema adottato a seguito del fallimento e della successiva rifondazione nel 2013 è costituito da un cerchio nero bordato d'oro, contenente una grande lettera C maiuscola che abbraccia al suo interno la dicitura fbc 1909. Siffatte lettere presentano un carattere tipografico affine al fraktur. Alla destra di tale monogramma sono incolonnati (dall'alto verso il basso) il simbolo sociale della stella bianca, lo scudetto tricolore dei Campioni d'Italia, la Stella d'oro al merito sportivo e la coccarda tricolore della Coppa Italia Dilettanti. Una versione alternativa di tale simbolo non prevede i riferimenti ai trofei: a latere del poligramma vi è la sola stella bianca, ingrandita nelle dimensioni.
A seguito della rifondazione del 2023 il logo cambia nuovamente, assumendo la forma di uno scudo nero dai profili giallorossi, in omaggio alla bandiera comunale, che contiene parzialmente (essa infatti ne fuoriesce coi bracci trasversali e con l'inferiore destro) la stella bianca a cinque punte su campo nero. Il disegno è integrato dalla ragione sociale, collocata sotto la punta dello scudo.

#### Inno
L'inno del Casale è Una stella sul cuore, composto da Enrico Pesce.

## Società

### Organigramma societario
Al 26 novembre 2021 l'organigramma societario del club è così composto: 
- Roberto Zanforlin - presidente
- Roberto Fioravanti - vicepresidente
- Aranit Rami - vicepresidente
- Matteo Benetazzo - segreteria
- Daniele Bonelli - direttore sportivo
- Maurizio Garlando - ufficio stampa
- Matteo Bongiorno - team manager

### Sponsor
Di seguito la cronologia di fornitori tecnici e sponsor ufficiali.
| Cronologia degli sponsor tecnici - 1978-1981 ... - 1981-1985 Adidas - 1985-1987 NR - 1987-1989 Tallone Sport - 1989-1992 ABM - 1992-1997 Umbro - 1997-2001 Kelme - 2001-2004 Sportika - 2004-2009 ... - 2010-2011 Lotto - 2011-2014 Macron - 2014-2016 Erreà - 2016-2019 Joma - 2019-2022 Erreà - 2022- Givova | Cronologia degli sponsor ufficiali - 1981-1989 Banca Anonima di Credito - 1990-1991 Osama - 1991-1994 non presente - 1994-1995 Cementi Buzzi - 1995-1996 non presente - 1996-2001 Iar Siltal - 2001-2002 Borgia - 2002-2004 non presente - 2004-2008 ... - 2008-'09 Outlet Abbigliamento Incontro - 2010-2013 Foppiani - 2013-2014 non presente - 2014-2017 AspFer - 2017-2018 Gaffeo - 2018-2020 Energica - 2020- Console and Partners |

## Diffusione nella cultura di massa
La storia dello scudetto vinto dal Casale nel 1914 è stata raccontata nel 2020 dal podcast "La stella di cartone", curato da Gianfelice Facchetti, Giovanni Cerino Badone, Gipo Gurrado e Marco Boarino e pubblicato sul sito del quotidiano La Repubblica.

## Allenatori e presidenti
Di seguito la cronologia degli allenatori e dei presidenti:
- 1927-1928  Angelo Mattea
- 1928-1929  Luigi Barbesino (1ª-11ª)
 Ferenc Molnár (12ª-18ª)
 Oscar Ronza (19ª-30ª)
- 1929-1932  Angelo Mattea
- 1932-1933  Angelo Mattea (1ª-21ª)
 Secondo Siviardo (22ª-34ª)
- 1933-1934  Secondo Siviardo (1ª-5ª)
 Lajos Czeizler (6ª-34ª)
- 1934-1935  Lajos Czeizler (1ª-14ª)
 Amilcare Guaschino (15ª-30ª)
- 1935-1937  Amilcare Guaschino
- 1937-1939  Enrico Migliavacca
- 1939-1941  Amilcare Guaschino
- 1941-1942  Francesco Ferrero
- 1942-1943  Francesco Ferrero ed  Amilcare Guaschino
- 1943-1944  Angelo Piccaluga
- 1944-1945 Inattivo
- 1945-1946  Egidio Chiecchi
- 1946-1947  Eraldo Patrucco
- 1947-1949  Gino Rossetti
- 1949-1950  Alfredo Foni
- 1950-1951  Giacinto Ellena (1ª-19ª)[23]
 Alberto Mazzucco (20ª-38ª)
- 1951-1952  Alberto Mazzucco (1ª-11ª)[24]
 Gino Rossetti (12ª-34ª)
- 1952-1953  Vincenzo Provera
- 1953-1954  Alberto Mazzucco (1ª-19ª)[25]
 Rudolf Soutschek (20ª-30ª)
- 1954-1955  Rudolf Soutschek
- 1955-1956  Filippo Cavalli (1ª-11ª)[26]
 Arturo Biagi (12ª-34ª)
- 1956-1957  Giacomo Neri
- 1957-1958  Arturo Biagi (1ª-23ª)[27]
 Giancarlo Castelli e  Filippo Cavalli (D.T.) (24ª-30ª)
- 1958-1959  Giuseppe Ottina (1ª-10ª)[28]
 Giancarlo Castelli e  Luigi Sculli (D.T.) (11ª)[29]
 Giuseppe Ottina (12ª-13ª)
 Giancarlo Castelli e  Luigi Sculli (D.T.) (14ª-16ª)
 Piero Castello (17ª-42ª)
- 1959-1960  Giancarlo Castelli (1ª-8ª)[30]
 Arturo Biagi (9ª-34ª)
- 1960-1961  Arturo Biagi (1ª-15ª)[31]
 Franco Pedroni (16ª-34ª)
- 1961-1962  Giovanni Varglien
- 1962-1963  Giancarlo Castelli
- 1963-1964  Evaristo Barrera
- 1964-1965  Adriano Russi
- 1965-1968  Franco Pedroni
- 1968-1969  Franco Giraudo
- 1969-1970  Amilcare Ferretti (1ª-20ª)[32]
 Giuseppe Rossi (21ª-?ª)
 Carlo Stradella (?ª-34ª)
- 1970-1971  Carlo Stradella e  Danilo Colombo (1ª)
 Danilo Colombo (2ª-13ª)
 Antonio Ivaldi (14ª-34ª)
- 1971-1972  Carlo Stradella (1ª-5ª)
 Amilcare Ferretti (6ª-34ª)[33]
- 1972-1973  Bruno Nattino
- 1973-1974  Sergio Vatta
- 1974-1975  Sergio Vatta (1ª-20ª)[34]
 Vincenzo Reverchon (21ª-34ª)
- 1975-1979  Guido Vincenzi
- 1979-1980  Sandro Salvadore (1ª-8ª)[35]
 Stefano Angeleri (9ª-34ª)
- 1980-1981  Vasco Tagliavini (1ª-10ª)[36]
 Carlo Soldo (11ª-34ª)
- 1981-1984  Omero Andreani
- 1984-1987  Guido Vincenzi
- 1987-1988  Giovanni Sacco (1ª-23ª)[37]
 Giovanni Seghedoni (24ª-34ª)
- 1988-1992  Bruno Baveni
- 1992-1993  Gianni Bui
- 1993-1994  Oscar Lesca (1ª-3ª)[38]
 Oscar Lesca e  Guido Vincenzi (D.T.) (4ª-30ª)
- 1994-1995  Attilio Fait (1ª-8ª)[39]
 Mario Guidetti (9ª-19ª)[40]
 Fabio Felisatti (20ª-30ª)
- 1995-1999  Pietro Petrucci
- 1999-2000  Flavio Ferraro (precampionato)[41]
 Mauro Della Bianchina (1ª-8ª)[42]
 Stefano Lovisolo (9ª-30ª)
- 2000-2001  Stefano Lovisolo
- 2001-2002  Stefano Lovisolo (1ª-12ª)
- 2001-2002  Agostino Alzani (13ª-18ª)
- 2001-2002  Stefano Lovisolo (19ª-34ª)
- 2002-2003  Maurizio Codogno
- 2003-2004  Salvatore Jacolino
- 2004-2005  Salvatore Jacolino (1ª-34ª)[43]
 Claudio Luperto (play-off)
- 2005-2006  Giacomo Ferri (1ª-9ª)[44]
 Patrizio Sala (10ª-25ª)[45]
 Pasquale Ussia (26ª-34ª)
- 2006-2007  Franco Lerda
- 2007-2008  Mauro Zampollini (1ª-7ª)[46]
 Salvatore Barbieri (8ª-34ª)[45]
 Maurizio Germano (play-out)
- 2008-2009  Marco Sesia (precampionato)[43]
 Stefano Melchiori (1ª-36ª e play-off)
- 2009-2010  Giorgio Carmignani (1ª-16ª)[47]
 Lorenzo Ciulli (17ª-34ª e play-off)
- 2010-2011  Lorenzo Ciulli (1ª-11ª)
 Francesco Buglio (12ª-32ª)
- 2011-2012  Francesco Buglio
- 2012-2013  Paolo Rodolfi (1ª-11ª)
 Virgilio Perra (12ª-21ª)
 Francesco Buglio (22ª-34ª)
- 2013-2014  Fabrizio Viassi
- 2014-2015  Michele Del Vecchio (1ª-16ª)
 Valentino Vecchio (17ª)
 Fabio Fossati (18ª-34ª e play-off)
- 2015-2017  Ezio Rossi
- 2017-2018  Ezio Rossi (1ª-13ª)
 Stefano Melchiori (14ª-34ª)
- 2018-2021  Francesco Buglio
- 2021-2022  Marco Sesia (1ª-14ª)
 Giacomo Modica (15ª-26ª)
 Marco Sesia (27ª-38ª e play-off)
- 2022-2023  Marco Sesia (1ª-15ª)
 Andrea Pierantoni (27ª-38ª)
- 2023-2024  Devis Barbini (1ª-13ª)
 Claudio Perotti (14ª-)

- 1909-1911  Raffaele Jaffe
- 1911-1916  Oreste Simonotti[48]
- 1916-1919 Inattivo
- 1919-1926 ...
- 1926-1929  Oreste Simonotti
- 1929-????  Giovanni Passerone
- 1929-1937 ...
- 1937-1938  Giuseppe Bergante
- 1938-1939  Cesare Cortesina
- 1939-1941  Eugenio Annovazzi
- 1941-1943  Giuseppe Bergante
- 1943-1945 Inattivo
- 1945-1946 ...
- 1946-1947  Giovanni Piasco
- 1947-1948 ...
- 1948-1952  Giovanni Ferraris
- 1952-1958 ...
- 1958-1962  Felice Ubertazzi
- 1962-1974 ...
- 1974-1978  Giancarlo Cerutti
- 1978-1980  Felice Falvo
- 1980-1981  Giancarlo Cerutti
- 1981-1982  Germano Carpenedo
- 1982-1984  Adriano Figarolo
- 1984-1986 ...
- 1986-1987  Felice Falvo
- 1987-1993  Sergio Bocci
- 1993-1997 ...
- 1997-1998  Pier Luigi Rossi con  Giuseppino Coppo amministratore delegato
- 1998-2005  Giuseppe Coppo
- 2005-2006  Giulio Bertacchi
- 2006-2010 ...
- 2010-2011  Francesco Rocco
- 2011-2012  Giorgio Zanon
- 2012-2013  Umberto Goveani
- 2013-2014 ...
- 2014-2017  Luigi Appierto
- 2017-2021  Giuseppe Coppo
- 2021-2023  Simone Servetti
- 2023-  Roberto Zanforlin

## Palmarès

### Competizioni nazionali
- Campionato italiano: 1

1913-1914
- Serie B: 1

1929-1930
- Coppa Aldo Fiorini: 1

1943
- Coppa Italia Dilettanti: 1

1998-1999

### Competizioni interregionali
- Serie C: 2

1937-1938 (girone C), 1947-1948 (girone D)
- Serie C2: 1

1988-1989 (girone A)
- Serie D: 2

1973-1974 (girone A), 2003-2004 (girone A)
- Campionato Interregionale: 1

1985-1986 (girone A)

### Competizioni regionali
- Terza Categoria: 1

1909-1910
- Prima Divisione: 1

1936-1937
- Eccellenza: 1

2015-2016

### Altri piazzamenti
- Serie C:

Secondo posto: 1977-1978 (girone A)
- Campionato Nazionale Dilettanti:

Secondo posto: 1996-1997 (girone B)
- Eccellenza:

Secondo posto: 1995-1996, 2014-2015
- Promozione:

Secondo posto: 2013-2014
- Coppa CONI:

Finalista: 1927
- Coppa Italia Dilettanti Piemonte-Valle d'Aosta:

Finalista: 1993-1994, 2015-2016

## Statistiche e record

### Partecipazione ai campionati
Campionati nazionali
| Livello | Categoria                       | Partecipazioni | Debutto   | Ultima stagione | Totale |
| ------- | ------------------------------- | -------------- | --------- | --------------- | ------ |
| 1º      | Prima Categoria                 | 6              | 1911-1912 | 1920-1921       | 18     |
| 1º      | Prima Divisione                 | 5              | 1921-1922 | 1925-1926       | 18     |
| 1º      | Divisione Nazionale             | 3              | 1926-1927 | 1928-1929       | 18     |
| 1º      | Serie A                         | 4              | 1930-1931 | 1933-1934       | 18     |
| 2º      | Seconda Categoria               | 1              | 1910-1911 | 1910-1911       | 6      |
| 2º      | Serie B                         | 4              | 1929-1930 | 1946-1947       | 6      |
| 2º      | Serie B-C Alta Italia           | 1              | 1945-1946 | 1945-1946       | 6      |
| 3º      | Serie C                         | 20             | 1935-1936 | 1977-1978       | 26     |
| 3º      | Serie C1                        | 6              | 1978-1979 | 1991-1992       | 26     |
| 4º      | IV Serie                        | 6              | 1952-1953 | 1957-1958       | 36     |
| 4º      | Serie D                         | 18             | 1963-1964 | 2022-2023       | 36     |
| 4º      | Serie C2                        | 9              | 1981-1982 | 2005-2006       | 36     |
| 4º      | Lega Pro Seconda Divisione      | 3              | 2010-2011 | 2012-2013       | 36     |
| 5º      | Campionato Interregionale       | 2              | 1984-1985 | 1985-1986       | 14     |
| 5º      | Campionato Nazionale Dilettanti | 3              | 1996-1997 | 1998-1999       | 14     |
| 5º      | Serie D                         | 9              | 1999-2000 | 2009-2010       | 14     |

Il Casale ha disputato complessivamente 96 stagioni sportive a livello nazionale. Sono considerate professionistiche ai fini della determinazione della tradizione sportiva cittadina utile ad autorizzare la rinascita di un club fallito in accordo con le Norme organizzative interne della FIGC, le 46 annate trascorse in Serie A, in Serie B o in Serie C, C1 e C2.
Campionati regionali
| Livello | Categoria       | Partecipazioni | Debutto   | Ultima stagione | Totale |
| ------- | --------------- | -------------- | --------- | --------------- | ------ |
| 1º      | Terza Categoria | 1              | 1909-1910 | 1909-1910       | 7      |
| 1º      | Prima Divisione | 1              | 1936-1937 | 1936-1937       | 7      |
| 1º      | Eccellenza      | 5              | 1993-1994 | 2015-2016       | 7      |
| 2º      | Promozione      | 2              | 2013-2014 | 2023-2024       | 2      |

### Partecipazione alle coppe
| Competizione                    | Partecipazioni | Debutto   | Ultima stagione | Totale |
| ------------------------------- | -------------- | --------- | --------------- | ------ |
| Coppa Italia                    | 7              | 1926-1927 | 1940-1941       | 7      |
| Coppa Italia Semiprofessionisti | 7              | 1974-1975 | 1980-1981       | 22     |
| Coppa Italia Serie C            | 12             | 1981-1982 | 2005-2006       | 22     |
| Coppa Italia Lega Pro           | 3              | 2010-2011 | 2012-2013       | 22     |
| Coppa Italia Serie D            | 15             | 1999-2000 | 2022-2023       | 15     |
| Poule Scudetto                  | 1              | 2003-2004 | 2003-2004       | 1      |
| Coppa Italia Dilettanti         | 1              | 1998-1999 | 1998-1999       | 1      |

## Tifoseria

### Storia
Il primo gruppo di tifo organizzato al seguito dei nerostellati fu il Commando Ultras, costituito nel 1973, cui nel 1979 si affiancò il collettivo Boys Casale. Fino al 1984 i tifosi radicali si dimostrarono attivi e vitali, presenziando costantemente con almeno 100 spettatori a gran parte delle partite (con picchi di 350/400 supporters ad affollare gli spalti in occasione dei derby contro avversarie storiche quali Alessandria e Novara). La retrocessione del Casale nell'Interregionale, sopraggiunta in quest'ultimo anno, causò tuttavia una drastica riduzione delle attività di tifo organizzato, che riprese vigore nel 1988 dopo che i Boys si riorganizzarono sotto la nuova denominazione Boys '88 e complice la risalita dei nerostellati in Serie C1 al termine della stagione 1988-89.
La nuova retrocessione del Casale nelle leghe dilettantistiche al termine della stagione 1992-93, sopravvenuta a causa delle inadempienze finanziarie da parte della società, segnò un ulteriore indebolimento del tifo organizzato casalese, che riprese infine a crescere nella stagione 2003-2004 (conclusasi con il ritorno in Serie C2): in occasione della partita decisiva contro il Voghera 2000 tifosi nerostellati affollarono gli spalti dello Stadio comunale. Sull'onda dell'entusiasmo ai Boys '88 (gruppo guida del tifo organizzato) si affiancarono anche altri gruppi quali Sbamballati, Vecchia guardia e Good fellas.
Attualmente, la squadra è seguita da diversi gruppi, facenti parte del collettivo Boys Casale, che nonostante veda il Casale in sesta serie italiana (Promozione 24/25)  vede una costante presenza in casa di 200 individui nelle partite di casa fino ad arrivare a 400 nelle partite di cartello; in trasferta, circa 150-200 unita. Numeri importanti per la categoria.
Il derby casalingo di ottobre 2024 (derby che mancava dalla stagione 2012/2013 di Lega Pro Seconda Divisione) , contro gli acerrimi rivali dell'Alessandria, vede il Natale Palli affollarsi di circa 2500 persone. Una cornice di pubblico sensazionale per una partita di Promozione, ben al di sopra delle medie nazionali.
Nel girone di ritorno, in occasione del derby di ritorno giocato al Moccagatta di Alessandria terminato 0-0 come all'andata, davanti a quasi 4500 persone (record per una partita di promozione), circa 700 supporters casalesi affollano il settore ospiti, in quella che sarà una partita dal sapore nostalgico.
In casa, i numeri del Derby con l'FC Alessandria, verranno pressochè ripetuti nella finale playoff di girone contro l'Arquatese (Arquata Scrivia), in cui il Natale Palli si affolla di circa 2500 individui.

### Gemellaggi e rivalità
La tifoseria nerostellata non contempla gemellaggi ufficiali. Essa intrattiene tuttavia rapporti amichevoli e/o rispettosi nei confronti dei sostenitori di Lucchese, Prato, Monopolie Albenga.
Rapporti di rivalità intercorrono invece con le altre squadre del quadrilatero piemontese, ovvero Alessandria, Novara, Pro Vercelli, nonché nei confronti di Derthona, Imperia, Sanremese, Piacenza e Varese.